# Flight Command
Flight Command is een Amerikaanse film uit 1940 onder regie van Frank Borzage.

## Verhaal
Lorna Gary is de vrouw van Billy Gary, een commandant van een eskadron in de marine 'Hell Cat'. Als een van de leden van 'Hell Cat' komt te overlijden, begint ze zich zorgen te maken om Billy. Ondertussen wordt de vervanger overgevlogen van San Diego. Deze man, Alan Drake, moet door de mist zijn vliegtuig verlaten. Hij landt met zijn parachute in het water en gaat naar het dichtstbijzijnde huis, die toevallig genoeg van Bill is. Lorna is onder de indruk van hem, maar tijdens de training merkt Bill dat hij niet goed met hem overweg kan. Alan volgt namelijk geen van de bevelen die hij krijgt.
De arrogante Alan maakt zich niet geliefd bij zijn collega's en krijgt de bijnaam 'Pensacola'. Aanvankelijk staat enkel Lorna's broer Jerry open voor vriendschap met hem, maar later sluit hij ook vriendschap met al de andere mannen. Dit doet hij met behulp van Lorna zelf. Samen met Jerry werkt hij aan een nieuw systeem dat piloten de optie geeft te vliegen ondanks de mist. Ondanks het afraden van Alan, test Jerry dit systeem vroegtijdig uit. Het blijkt niet goed te functioneren en hij crasht met zijn vliegtuig. Met spoed wordt hij naar het ziekenhuis gebracht.
Vlak voor zijn overlijden vertrouwt hij het systeem aan Alan toe en vraagt Jerry hem om het te perfectioneren. Alan doet zoals hem gevraagd is en ondertussen wordt hij ingeschakeld om Lorna te troosten. Zij is na het overlijden van haar broer en een tekort aan aandacht van haar man depressief geworden. Ze krijgen een steeds hechtere band en gaan op een avond uit eten. Een van de Hellcats, Dusty, ziet hen samen en gaat uit van het ergste. Lorna schaamt zich ervoor dat ze is gecharmeerd door Alan en vertelt hem dat ze elkaar niet langer kunnen zien. De volgende dag verlaat ze Bill om uit te zoeken wat ze wil met haar leven.
Bill lucht zijn hart bij Dusty, die denkt dat Alan schuldig is aan de scheiding. Samen met zijn collega's dwingt Dust hem ontslag te nemen. Ondanks Bills pogingen hem te vragen te blijven, dient Alan zijn ontslag in. De Hellcats gaan vlak daarna op een reddingsactie. Bills vliegtuig blijkt een olielek te hebben en hij stort neer. Alan gaat achter hem aan om hem te redden en draagt hem naar zijn vliegtuig. In de lucht gebruikt hij het systeem van Jerry om ondanks de mist te kunnen vliegen. Als Lorna het nieuws krijgt dat Bill ernstig gewond is, realiseert ze zich dat ze van hem houdt en keert terug naar hem. Dusty krijgt ondertussen de waarheid te horen over haar echte band met Alan en hij biedt zijn excuses aan.

## Rolbezetting
| Acteur             | Personage                            |
| ------------------ | ------------------------------------ |
| Robert Taylor      | Vaandrig Alan Drake                  |
| Ruth Hussey        | Lorna Gary                           |
| Walter Pidgeon     | Eskadroncommandant Billy 'Bill' Gary |
| Paul Kelly         | Luitenant-commandant 'Dusty' Rhodes  |
| Shepperd Strudwick | Luitenant Jerry Banning              |
| Red Skelton        | Luitenant 'Mugger' Martin            |
| Nat Pendleton      | 'Spike' Knowles                      |
| Dick Purcell       | Luitenant 'Stichy' Payne             |

## Achtergrond
Metro-Goldwyn-Mayer maakte de film op aanvraag van United States Navy, om aandacht te krijgen voor het belang van verdedigingsvoorbereidingen. Het was de eerste film om de marine van de Verenigde Staten te verheerlijken tijdens de Tweede Wereldoorlog. Om te zorgen dat het publiek massaal op de film af ging, werd een van de populairste acteurs gecast, Robert Taylor. Tijdens de opnames raakte hij geïnteresseerd in vliegtuigen en nam hij vlieglessen. Dit was tot groot ongenoegen van zijn vrouw Barbara Stanwyck, die een hekel had aan vliegen.
Zoals de studio hoopte werd de film een groot succes onder het publiek. Critici prezen de film voor de actualiteit ervan. Het kreeg echter ook kritiek dat het niet een realistisch beeld schept van commandanten. Het negeren van regels werd verheerlijkt en dit werd als negatief ervaren, omdat zelfopoffering voorop stond bij de marine. Voor hoofdrolspeelster Ruth Hussey bleek de film veel invloed in haar leven te hebben. Producer Bob Longenecker zag de film in de bioscoop en viel onmiddellijk voor de actrice. Twee jaar later zouden ze met elkaar trouwen. Flight Command werd uiteindelijk genomineerd voor een Oscar in de categorie 'Beste Speciale Effecten', maar verloor van I Wanted Wings (1941).